# Sarmi-Jayapura Bay jezici
Sarmi-Jayapura Bay jezici jedna od četiri glavne skupine sjevernonovogvinejskih jezika koje čine sa skupinama huon gulf, ngero-vitiaz i schouten, a rašireni su na području indonezijskog dijela Nove Gvineje. Skupina se dijeli na dvije glavne podskupine i obuhvaća ukupno (14) jezika, po prijašnjoj klasifikaciji 13, bez novopriznatog jezika kaptiau: 
a. jayapura bay (3): kayupulau, ormu, tobati;
b. sarmi (prije 10; danas 11): anus, bonggo, liki, masimasi, podena ili fedan, sobei, tarpia, wakde ili mo, yamna ili sunum, yarsun; novopriznati: kaptiau [kbi].

## Vanjske poveznice
- Ethnologue (14th)
- Ethnologue (15th)